# DFS Rhönsperber
El DFS Rhönsperber, también conocido como Schweyer Rhönsperber o Jacobs Rhönsperber (en español, Gavilán del Rhön), fue un planeador monoplaza de competición diseñado en Alemania por Hans Jacobs y que voló por primera vez en 1935. Durante varios años fue considerado el mejor planeador alemán, y se construyeron alrededor de cien unidades.

## Diseño y desarrollo
En 1935, Alexander Lippisch pidió a Hans Jacobs que se convirtiera en diseñador jefe de planeadores en DFS (Deutsche Forschungsanstalt Für Segelflug) en Darmstadt, tras el cierre de la RRG (Rhön-Rossitten Gesellschaft) en la zona del Wasserkuppe en 1933. El Rhönsperber no era diferente de su anterior Rhönbussard, pero era mayor en general, con un ala reposicionada y una cabina cerrada. Con un mayor alargamiento, sus prestaciones eran mejores. Durante unos pocos años tras su primer vuelo en 1935, el Rhönsperber fue considerado el mejor planeador de competición alemán.
El Rhönbussard tenía su ala sobre la cabina, limitando la visibilidad del piloto, pero en el Rhönsperber fue recolocada a mitad del fuselaje. Era un avión fabricado enteramente de madera y tela, con un ala construida alrededor de un único larguero. Por delante del larguero, el ala esta recubierta de contrachapado alrededor del borde de ataque, formando una caja con forma de D resistente a la torsión. Por detrás del larguero, el recubrimiento era de tela. Cada ala tenía dos secciones, una central de cuerda paralela y un doble panel externo trapezoidal recto, finalizando en puntas semielípticas. El único diedro, de 5°, se encontraba en la sección central, formando el ala de gaviota. Los aerofrenos estaban situados centralmente en la superficie de la sección central superior, mientras que los paneles externos de los bordes de fuga albergaban, en su totalidad, alerones recubiertos de tela.
El fuselaje estaba recubierto de chapa y tenía una sección de lágrima, ensanchado alrededor de la generosamente dimensionada cabina. La cubierta era de tipo invernadero con un parabrisas casi vertical; la parte fija de la misma se extendía hasta la mitad del ala, y la sección delantera, incluyendo el parabrisas, los instrumentos y una pequeña porción del fuselaje, giraba hacia estribor para permitir el acceso. La estrecha aleta también estaba recubierta de chapa, pero el resto del empenaje tenía estructura de madera recubierta de tela. El timón, como la aleta, era trapezoidal recto con punta redondeada; se extendía hacia abajo hasta la quilla. El plano de cola y los elevadores trapezoidales rectos estaban situados en la parte superior del fuselaje, teniendo los últimos un recorte que permitía el movimiento del timón. El Rhönsperber no tenía rueda de aterrizaje, solo un patín curvo principal que discurría desde el morro hasta detrás de la mitad de la cuerda, y un pronunciado parachoques de cola integral.
Como DFS solo construía prototipos, la construcción del Rhönsperber fue acometida por Flugzeugbau Schweyer de Ludwigshafen, que fabricó alrededor de un centenar.

## Historia operacional
Un vuelo notable estableció, aunque brevemente, un nuevo récord mundial de distancia de 474 km. Realizado por Ludwig Hofmann en 1935, fue el primer vuelo de planeador de más de 400 km. Otro récord de planeadores fue establecido en 1937, cuando Paul Steinig alcanzó una altitud de 6200 m.
El primer planeador que cruzó las Alpes fue volado por Heini Dittmar in 1936. Otro aviador bien conocido, Ernst Udet, tuvo su propio Rhönsperber, con el que voló una vez desde el Jungfraujoch en 1935. El año siguiente, Peter Riedel realizó demostraciones de acrobacia con planeadores en los Juegos Olímpicos de Invierno, despegando y aterrizando en el hielo. Hanna Reitsch también realizó fuertes acrobacias con un Rhönsperber, alcanzando los 385 km/h en un picado de 6300 m en 42 giros durante 165 segundos. Hubo muchos éxitos en competiciones.
El modelo fue comercializado en los Estados Unidos por Emil Lehecka, que importó un ejemplar para participar en el Campeonato Anual Nacional de Vuelo sin Motor estadounidense de 1937.
Las Fuerzas Aéreas del Ejército de los Estados Unidos requisaron un ejemplar de este planeador, propiedad de Joe Steinhauser y con matrícula NC17898. Fue designado como TG-19 y recibió el número de serie 42-57165.
Un Rhönsperber (BGA260), volando con un empenaje de Rhönbussard, que tiene una cola horizontal más angular, estaba todavía en activo en el Reino Unido, en 2018. Una réplica "perfecta" de Rhönsperber, construida por Otto Grau en 1997, permanecía en el registro civil de aeronaves alemán en 2010.

## Operadores
Estados Unidos
- Fuerzas Aéreas del Ejército de los Estados Unidos

## Aviones en exhibición
- Rhönsperber SP-148:[8] Muzeum Locnictwa Polskiego, Cracovia.

## Especificaciones
Referencia datos: Die berümtesten Segelflugzeuge

### Características generales
- Tripulación: Uno (piloto)
- Longitud: 6,1 m (19,8 ft)
- Envergadura: 15,3 m (50,2 ft)
- Superficie alar: 15,1 m² (162,5 ft²)
- Perfil alar: Göttingen 535 en sección central, Göttingen 409 en puntas[1]
- Peso vacío: 162 kg (357 lb)
- Peso cargado: 255 kg (562 lb)
- Régimen de descenso: 0,72 m/s (142 pies/min) a 58 km/h[10]
- Alargamiento: 15:3
- Máx. índice de planeo: 20:1 a 58 km/h[10]

### Rendimiento
- Velocidad máxima operativa (Vno): 200 km/h (124 MPH; 108 kt)
- Velocidad de entrada en pérdida (Vs): 60 km/h (37 MPH; 32 kt)
- Carga alar: 16,9 kg/m² (3,5 lb/ft²)

## Aeronaves relacionadas

### Secuencias de designación
- Secuencia TG-_ (Planeadores de Entrenamiento del USAAC/USAAF, 1941-1948): ← TG-16 - TG-17 - TG-18 - TG-19 - TG-20 - TG-21 - TG-22 →